# Aporrhiza lastoursvillensis
Aporrhiza lastoursvillensis är en kinesträdsväxtart som beskrevs av François Pellegrin. Aporrhiza lastoursvillensis ingår i släktet Aporrhiza och familjen kinesträdsväxter. Inga underarter finns listade i Catalogue of Life.